# ヱクセリヲン
ヱクセリヲン（Exelion）は、OVA『トップをねらえ!』に登場する、架空の宇宙戦艦。

## 概要
地球帝国宇宙軍第七艦隊所属の第四世代航宙艦で、一等宇宙戦艦。2016年に「江計画」として建造計画が始動し、るくしおん轟沈を受けて対宇宙怪獣用戦艦として設計が大型化された後、2022年に進宙した。建造中の仮称艦名は111号艦。船体は「日本重化学工業企業共同体（G・M・W）」が、主機関である航宙用縮退炉はウェスチングハウス社が建造を担当した。
船体形状は楔形のリフティングボディ。マシーン兵器用の展開式カタパルト6基やガンバスター発進用の第7ハッチを有するなど、最初からトップ部隊の運用に主眼が置かれている他、艦の各部に各種武装が格納されている。広大な艦内の交通手段として、「ヱクセリヲン高速鉄道」という鉄道路線が左右両舷に設置されている。また、元素転換を応用したと思われる超リサイクル技術により、恒星間宇宙においても補給の心配なく新鮮な寿司やスイカが調達できるなど、居住性の改善にも驚くべき進歩が見られる。
進宙後は宇宙怪獣を探索するため、第七艦隊を率いて太陽系外・ペルセウス腕方面へ出撃するも、リーフ64会戦や火星沖会戦で艦隊は損耗し、地球帰還時に残存していたのは本艦とガンバスターのみだった。2032年に廃艦処分となるが、その後の同年8月15日に発動された太陽系絶対防衛線作戦時にブラックホール爆弾として使用され、自沈する。この時に発生したブラックホールが、『トップをねらえ2!』に登場したブラックホール・エグゼリオとなる。相当に汎用性が高かったらしく、その後に編成された銀河中心殴りこみ艦隊にも、ヱクセリヲン級の同型艦、ツインヱクセリヲン級、スーパーヱクセリヲン級などの派生型が多数参加していた。

## 追加設定
『トップをねらえ!』の続編企画として展開された、読者参加の雑誌企画『トップをねらえ!ネクストジェネレーション』の世界（2103年）では、大破したヱクセリヲン級を銀河連邦が発掘し、水準の低下していた当時の地球科学で復元した半レプリカ艦（アルビニオンIIなど）も存在する。発掘戦艦にも光子魚雷などの装備はもちろん備わっているが、発掘時にはすでに装填されていたものであるため、当時の銀河連邦では少数生産の貴重品ゆえに補充が困難であり、撃てばそれまでの貴重なものとなっていた。また、『トップをねらえ2!』では、14282年時点でも月面にヱクセリヲン級数十隻が保管（凍結）されている様子が確認できる。
なお、同じくガイナックス制作のテレビアニメ『ふしぎの海のナディア』の終盤に登場する宇宙戦艦Ν-ノーチラス号の本来の名称も、「第四世代型超光速恒星間航行用超弩級万能宇宙戦艦ヱクセリヲン」である。

## その他
スーパーロボット大戦シリーズのαシリーズ第1作『スーパーロボット大戦α』では、原作と同様に人工ブラックホール作戦で自沈するが、その2年後を描くαシリーズ第4作『第3次スーパーロボット大戦α 終焉の銀河へ』では、『α』で自沈した際に『第3次α』の時間軸へ時間移動したという設定で、生還を果たしている。なお、自沈した際には衝撃波の問題が発生したため、αシリーズ第2作『スーパーロボット大戦α外伝』ではこの衝撃波からの地球圏防衛計画「イージス計画」を巡り、プリベンターとティターンズの間で紛争が起きることとなる。ただし、『α外伝』では作品自体が未参戦のため、ヱクセリヲンの名称はぼかされている。